# Siginolf I Montefeltro
Siginolf I Montefeltro (Sighinolfo conegut per Nolfo) (1290-1364) va ser fill de Frederic I Montefeltro.
El 1323 va ser aclamat senyor (comte) d'Urbino. El 1326 va ser podestà de Fabriano. El 1327 l'emperador li va donar la investidura de Pistoia però no la va ocupar. L'abril del 1333 va ser capità de l'exèrcit del Papa. Va ocupar el comtat de Montefeltro entrant a San Leo el 1338 com a comte de Montefeltro i Urbino. El 1340 va ser senyor de San Marino que va conservar fins al juny de 1355. El 1341 va ser capità del poble de Pisa i capità general del seu exèrcit; el 1348 va ser capità general de l'exèrcit de Venècia i el mateix any va ser nomenat vicari imperial del comtat d'Urbino. El 1351 va ser nomenat capità general de l'exèrcit de Milà. El 1352 va ser senyor (amb el títol de governador i conservador) de Cagli que va conservar fins al 1354 en què en va ser expulsat pel legat del Papa, el cardenal Albornoz, però el 12 de juliol de 1355 va ser nomenat vicari pontifici perpetu d'Urbino, San Leo (Montefeltro) i Cagli. Em va ser expulsat altra vegada pel cardenal Albornoz el 1359. Fou podestà de Siena el 1357 i capità general del seu exèrcit el 1358.
Va morir el 1364. Es va casar amb la filla de Cantuccio Gabrielli, senyor de Gubbio. Va deixar un fill anomenat Frederic II Paolo Novello Montefeltro.